# Пам'ятні знаки на честь скасування панщини (Чортків)
Пам'ятні знаки на честь скасування панщини — історичні пам'ятки у місті Чорткові Чортківської громади Чортківського району Тернопільської области України.

## Відомості
Як в Галичині, так і в Чорткові було скасовано панщину 16 травня 1848 року.
|                                                           | Поліціянти в Чорткові та приміських селах Долішній і Горішній Вигнанках, Синяковій, Кадубі, Бердо, Білій оголосили жителям наказ війтів обов'язково прийти 16 травня на міський майдан (нині там розташовані гуртожитки педагогічного й медичного коледжів). У зазначений час бургомістр Андрій Ольшицький надав слово представнику від Тернопільського воєводства, котрий виступив виступив перед особами з промовою і зачитав їм цісарську грамоту проте, що цісар (імператор), скасовує назавжди панщину, і що від нині пан не має права примушувати осіб працювати на нього. Якщо хтось і виявить таке бажання, то за це матиме вже відповідну плату. Виступ вівся німецькою мовою, а його український та польський переклади здійснював Шмуль Шнайдер. Потім греко-католицькі священники із церков святого Успення й святого Вознесіння та римсько-католицький ксьондз з костелу спільно відправляли молебень у знак подяки Господу Богу за цю добру вістку. |
| — Юлія Гововінська (з розповідей дідуся Федора Окіпного), | |

На честь цієї події в різних куточках міста встановлено три пам'ятні хрести (два — на вулиці Шевченка, третій — на Чортківській).

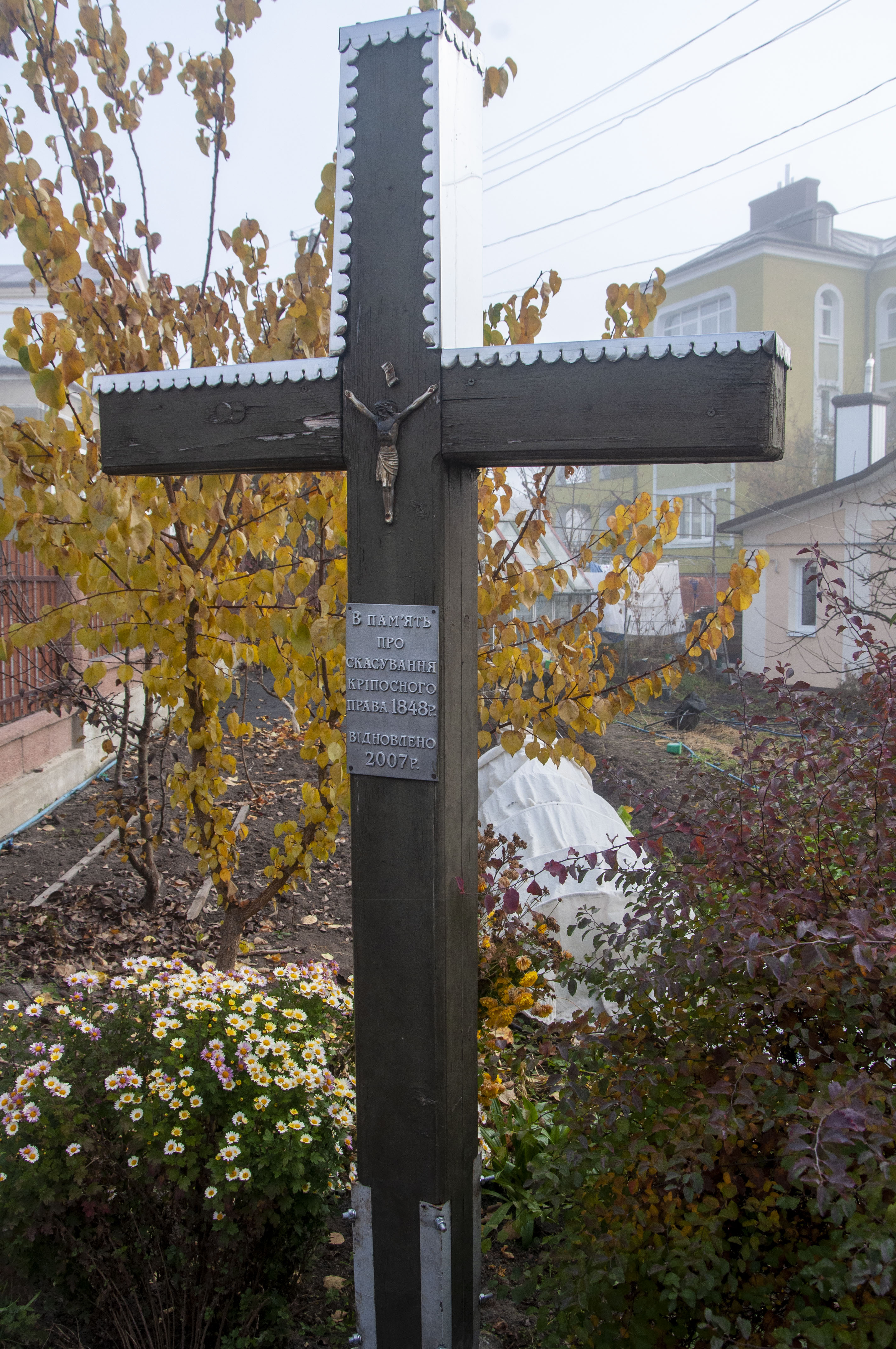
Пам'ятний знак на честь скасування панщини (вул. Чортківська)
Пам'ятник знищеному хресту (вул. Шевченка)
Пам'ятний знак на честь скасування панщини (вул. Шевченка)

Пам'ятний знак на честь скасування панщини (територія педколеджу)
Один із пам'ятних знаків у 1848 році було встановлено на території теперішнього Чортківського гуманітарно-педагогічного фахового коледжу імені Олександра Барвінського. Кам'яна фігура стояла на грядці біля будинку, в якому досі живуть викладачі навчального закладу.
У 1991 році на його місці поставили дубовий хрест. 1994 року при ремонті теплотраси на території училища на глибині півтора метра знайшли щось подібне на хрест. Коли розкопки закінчилися, викопали елемент фіґури на якому збереглося розп'яття. Згодом його поставили за дубовим хрестом.
У 2010 році з ініціативи директора педагогічного коледжу Романа Пахолка та мецената Михайла Мацієвського на місці, де  розташовувалася фіґура було відкрито пам'ятник знищеному хресту (скульптор Олексій Степанов, архітектор Богдан Дудяк).